# 1718
- Wikisource

| Calendário gregoriano                                                        | 1718 MDCCXVIII                      |
| Ab urbe condita                                                              | 2471                                |
| Calendário arménio                                                           | 1167 – 1168                         |
| Calendário bahá'í                                                            | -126 – -125                         |
| Calendário budista                                                           | 2262                                |
| Calendário chinês                                                            | 4414 – 4415 Início a 31 de janeiro  |
| Calendário copta                                                             | 1434 – 1435                         |
| Calendário etíope                                                            | 1710 – 1711                         |
| Calendários hindus - Vikram Samvat - Calendário nacional indiano - Cáli Iuga | 1773 – 1774 1639 – 1640 4818 – 4819 |
| Calendário Holoceno                                                          | 11718                               |
| Calendário islâmico                                                          | 1130 – 1131                         |
| Calendário judaico                                                           | 5478 – 5479                         |
| Calendário persa                                                             | 1096 – 1097                         |
| Calendário rúnico                                                            | 1968                                |
| Calendário solar tailandês                                                   | 2261                                |

1718 (MDCCXVIII, na numeração romana)  foi um ano comum do século XVIII do actual Calendário Gregoriano, da Era de Cristo, e a sua letra dominical foi B (52 semanas), teve início a um sábado e terminou também a um sábado.
| Ano completo                   |
| ------------------------------ |
| Ano comum com início ao sábado |

## Eventos
- Grande terramoto na ilha do Faial, Açores.
- Pacoal Moreira Cabral partiu de Sorocaba na época das cheias, desceu o Rio Tietê até encontrar o Rio Paraná.

### Janeiro
- 12 de Janeiro - Nicolaus Heinsius, O Jovem, foi médico e erudito holandês (n. 1656).

### Fevereiro
- 1 de Fevereiro — Erupção vulcânica em Santa Luzia, na ilha do Pico, Açores.
- 2 de Fevereiro - Erupções em São Mateus e São João do Pico, Açores, Na madrugada enormes estrondos são acompanhados de violentos sismos. Deu-se uma explosão no lugar da Bragada, entre São Mateus e São João.

### Maio
- 12 de Maio, é autorizada por alvará real a fundação de um convento da vila da Calheta, ilha de São Jorge.

## Nascimentos
- 19 de Abril - D. Antão de Almada, 12.º conde de Avranches, 1.º Capitão-general dos Açores (m. 1797)
- 16 de Maio - Maria Gaetana Agnesi, matemática (m. 1799)

## Mortes
- Edward Teach, o famoso pirata conhecido como Barba Negra (n. 1680).
- Borba Gato, bandeirante paulista (n. 1649).